# Приборжавське (станція)
Приборжавське (колишня назва Задня) — законсервована пасажирська залізнична станція Ужгородської дирекції Львівської залізниці, вузькоколійна залізниця Виноградів — Іршава — Приборжавське.
Розташована у с. Приборжавське.

## Історія
Станцію було відкрито 23 грудня 1908 року при відкритті руху на ділянці Берегове — Довге. Мала назву Задня. 1974 року здобула нинішню назву.
Станція була проміжною, однак у 2004–2007 роках лінію від Приборжавського до Кушниці було розібрано. Станція Приборжавське є кінцевою, однак ділянка від Іршави до Приборжавського наразі законсервована — збережено колії, колійний розвиток, однак лінія ніяк не використовується.